# مقاطعة كمبباسة

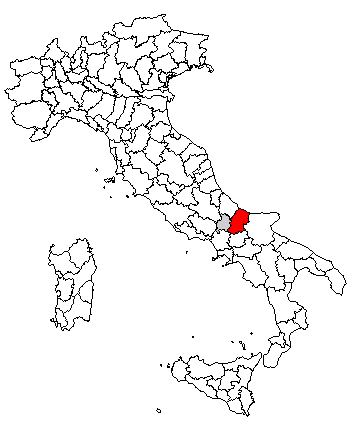
موقع مقاطعة كَمبُبَاسة

مقاطعة كَمبُبَاسة أو (نقحرة: كامبوباسو) (بالإيطالية: Provincia di Campobasso)‏، مقاطعة إيطالية بإقليم مليزة. عاصمتها مدينة كَمبُبَاسة.
يبلغ مجموع سكانها 244.625، مساحتها 2909 كيلو متر مربع، وبها 84 بلدية.
تطل من جهة الشمال الشرقي على البحر الأدرياتي، يحدها من الشمال إقليم أبرتسة (عند مقاطعة كييتي)، ومن الجنوب الشرقي إقليم بولية (عند مقاطعة فودجا)، وجنوباً إقليم كَمبانية (عند مقاطعة بنبنت ومقاطعة كزرتة)، وغرباً مقاطعة أزرنية.
أهم مدن المقاطعة بعد العاصمة كَمبُبَاسة هي مدينة ترملة التي يقطنها حوالي 31.526 ساكن.